# Microspingus torquatus
A Microspingus torquatus a madarak osztályának verébalakúak (Passeriformes) rendjébe és a tangarafélék (Thraupidae) családjába tartozó faj.

## Rendszerezése
A fajt Alcide d’Orbigny és Frédéric de Lafresnaye írták le 1837-ben, az Emberiza nembe Emberiza torquata néven. Egyes szervezetek a Poospiza nembe sorolják Poospiza torquata néven.

## Alfajai
- Microspingus torquata pectoralis Todd, 1922
- Microspingus torquata torquata (d'Orbigny & Lafresnaye, 1837)[2]

## Előfordulása
Az Andokban, Bolívia területén honos. Természetes élőhelyei a mérsékelt övi erdők, szubtrópusi és trópusi száraz erdők és cserjések. Magassági  vonuló.

## Megjelenése
Testhossza 14 centiméter.

## Természetvédelmi helyzete
Az elterjedési területe nagyon nagy, egyedszáma pedig stabil. A Természetvédelmi Világszövetség Vörös listáján nem fenyegetett fajként szerepel.